# Адольф Тідеманн
Адольф Тідеманн (норв. Adolph Tidemand; 14 серпня 1814, Мандал — 25 серпня 1876, Христіанія,)  — норвезький художник, представник романтизму і реалізму в живописі.

## Біографія
Норвезький живописець, основоположник норвезького побутового жанру Адольф Тідеманн народився 14 серпня 1814 року в сім'ї митного інспектора і члена парламенту Крістена Тідеманна і Йоханни Генрієти Гастле, яка народилися в Копенгагені. Він навчався малюванню спочатку у приватного учителя. У 1832—1837 рр.навчався в Осло і в Копенгагені. З 1833 року відвідував Королівську академію мистецтв в Копенгагені. У 1835 році Тідеманн організував свою першу виставку в Академії. E 1835 і 1836 рр. Тідеманн отримував медалі на виставках Академії. У 1837—1841 роках навчався в Дюссельдорфі. Там юнак навчався у Т. Хільдебрандта, В. Шадова і К. Ф. Лессінга. Його полотна принесли визнання майстра живопису в Німеччині, Данії, Швеції і Норвегії.
У 1841 році А. Тідеманн з братом Емілем поїхав до Італії, щоб удосконалювати свій художній стиль. У 1842—1845 рр. він подорожував Норвегією, там написав пише декілька полотен. Тідеманн часто приїжджав «за натхненням» у в Норвегію. Перша тривала поїздка в Норвегію відбулася в 1843 році. Адольф об'їздив усю країну, побувавши в містах Остердален, Гудбрансдален, Сонна, Хардангер і Телемарк. У 1845 році Адольф одружився з подругою дитинства Клодиною Марі Бергітті Єгер (Claudine Marie Bergitte Jæger, 1817—1887). У цьому ж році подружжя оселилося в Дюссельдорфі, оскільки художник, приїхавши уперше в місто, відразу закохався в це місто і вирішив оселитися там назавжди. У 1850-ті роки художник мав багато замовлень, у тому числі і від короля Швеції і Норвегії Оскара II (серія «Селянське життя» для замку Оскарсхалл, 1852).
У 1874 році раптово помер 28-річний син Тідеманна — Адольф. Це стало таким ударом для батьків, що художник не прожив і двох років. Він помер в Дюссельдорфі в 1876 році. Племінник Адольфа — Клаудіус Тідеманн теж став художником, отримавши освіту в Дюссельдорфі, як і його дядько.

## Палітра художника
Митець створив велику кількість картин, тільки в Національній галереї в Осло знаходиться більше ста його робіт. Адольф Тідеманн відомий як художник-реаліст, який сміливо ставив у своїх роботах гострі соціально-критичні питання. Він — автор полотен, присвячених історичній тематиці, пейзажів, майстер портрета. Оскільки він жив у Німеччині, то доводилося часто виїжджати в Норвегію. Там він писав ескізи селян і їх костюмів, побутові замальовки. Повертаючись в Дюссельдорф, він писав картини по цих ескізах. Художник хотів показати, наскільки «великі і величаві» норвезькі селяни, тому часто малював їх у красивому святковому, а не в повсякденному одязі. Селяни також хотіли "причепуритися, одягнути свій кращий гардероб, адже їх же малювали «для історії». Тому і вважається, що Тідеманн ідеалізував життя і побут норвежців, хоча це було характерно для періоду в живописі, що називається «національним норвезьким романтизмом».
Також художник виконав розпис алтаря в одній із церков Кристіанії — Trefoldighetskirken.
До того ж він був непоганим портретистом.

## Твори
- Картина"Повернення рибалки" (Hjemvendte fiskere ved den sjællandske kyst,1838)- це одна з перших картин художника, яка пізніше була придбана Національною галереєю Кристіанії(Тепер Осло).
- Картина «Gustav Vasa taler til dalalmuen i Mora kirke» (1841) була продана німецькій Асоціації мистецтва, і викликала великий інтерес. Через декілька років Тідеманн зробив копію на батьківщині.
- Літургія в норвезькій сільській церкві (1845)
- Картина «Весільна процесія в Хардангері» (1848 р.) виконана у співавторстві з колегою Хансом Гуде. Гуде в цій роботі створював пейзаж, а Тідеманн сконцентрувався на зображенні персонажів. Картина була замовлена для театру в Кристіанії(нині Осло) і була представлена публіці в 1849 році, коли в театрі пройшов виступ чоловічого хору, що виконав однойменний музичний твір Хальвдана Кьєрульфа і Андреаса Мунка. Обидва художники були присутніми на цьому урочистому заході.
- «Гаугіанці, норвезька релігійна секта»(1848)
- «Похорони в Согнефьорді» (1852)
- «Субота на внутрішньому морі, в Норвегії» Знаходиться в Берлінській національній галереї.
- «Ранений мисливець на ведмедів» (1856)
- «Бабусин весільний вінок» (1865). Полотно знаходиться в музеї Карлсруе.

## Досягнення. Відзнаки
- У 1867 році художник брав участь у Всесвітній виставці в Парижі.
- З 1869 року — почесний професор мистецтв Дюссельдорфської академії.